# Banca di Credito Popolare
La Banca di Credito Popolare S.C.p.A. è un istituto di credito popolare, nato il 19 aprile 1888 a Torre del Greco. È una società cooperativa per azioni, con oltre 3,5 miliardi di euro di attivi, 5.700 soci, 550 dipendenti, 115.00 clienti e 64 filiali distribuite in Campania e nel basso Lazio.

## Storia
Nata a Torre del Greco nel 1888 con il nome di Società Anonima Cooperativa di Credito Popolare, l'11 aprile 1948, la ragione sociale venne modificata in "Banca di Credito Popolare, Società Cooperativa a Responsabilità Limitata".
L'8 ottobre 1968 si fuse con la Banca Popolare Cooperativa del Matese, costituita nel 1884 con sede in Piedimonte d’Alife, assumendo l’attuale denominazione di "Banca di Credito Popolare, Società cooperativa per azioni a responsabilità limitata".  La crescita dimensionale è stata perseguita attraverso l'ampliamento della rete di sportelli e l'incorporazione finora di quattro aziende di credito: nel 1971 della BPS, antico istituto di credito campano fondato dal conte Luigi di Nocera nel 1883; dal 1999 al 2003 del Credito Cooperativo di Nusco, della Banca di Credito Cooperativo del Partenio, del Credito Cooperativo di Cervino e Durazzano. Dal 1º maggio 2005 l'istituto di credito è una Società Cooperativa per Azioni.
La banca deteneva altresì una partecipazione di minoranza in ISVEIMER che è stata venduta a Banco di Napoli nel 1993. La banca ha anche venduto la sua partecipazione dello 0,116% in Istituto Centrale delle Banche Popolari Italiane nel 2015.

## Sedi

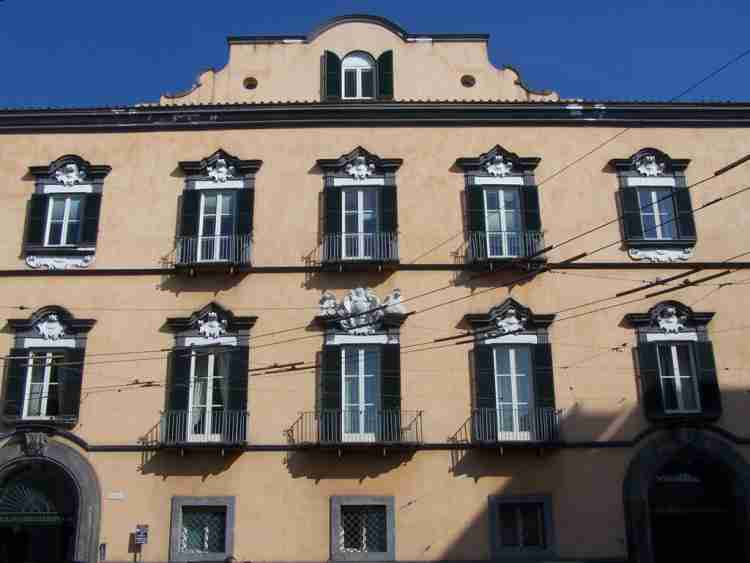
Palazzo Vallelonga.

### Palazzo Vallelonga
Il Palazzo Vallelonga è un palazzo monumentale, situato lungo il Miglio d'Oro, rientrante nel territorio di Torre del Greco; attuale sede della Banca di Credito Popolare.
Distrutto dall'eruzione del 1794, il palazzo fu costruito dalla famiglia Castiglione-Morelli, marchesi di Vallelonga alla fine del 1690 e acquistato nel 1982 dalla Banca di Credito Popolare; che avviò una costosa e complessa opera di restauro.
Il progetto di restauro ha seguito programma di conservazione: Il restauro ha rispettato gli impalcati preesistenti, lo schema planimetrico delle strutture murarie portanti, consolidando quelle presenti e ricostruendo quelle crollate, rispettando i volumi che caratterizzano l'edificio.

Palazzo di Nocera

### Palazzo di Nocera
Contestualmente all’espansione edilizia partenopea del XIX, sorsero sull’allora corso Napoli pregevoli palazzi neoclassici e neorinascimentali, con giardini, statue e fontane. Primo fra tutti fu il Palazzo di Nocera, seguito dal Palazzo Argenta, dal Palazzo Capasso-Visconti, dalla Villa Alfieri (già Villa Capasso) e dai Palazzi dei baroni Carbonelli di Letino, edificati nel ventennio tra il 1880 ed il 1900.
Costruito nel 1870, il Palazzo di Nocera, inizialmente residenza dei Conti di Nocera, divenne sede della Banca Popolare di Secondigliano, fondata ed amministrata dalla famiglia nobile. Dopo la fusione della BPS con il Credito Popolare di Torre del Greco nel 1971, il palazzo ha ospitato uffici di quest'ultima banca, tuttora operanti.